# Hexatoma metallica
Hexatoma metallica är en tvåvingeart som först beskrevs av Ignaz Rudolph Schiner 1868.  Hexatoma metallica ingår i släktet Hexatoma och familjen småharkrankar. Inga underarter finns listade i Catalogue of Life.